# Łubowo (jezioro)
Łubowo (także: Lubiewo, Łubów) – jezioro zlokalizowane w Puszczy Drawskiej, przylegające od północy do wsi Lubiewo w gminie Drezdenko.
Jezioro posiada dobrze rozwiniętą linię brzegową i piaszczyste (w niektórych miejscach muliste) dno. Woda w zbiorniku jest przezroczysta, okresowo występuje letni zakwit. Z wędkarskiego punktu widzenia jest to akwen typu sielawowego. Występują tu także: węgorz, płoć, leszcz, lin i szczupak. Jezioro należy do okręgu PZW w Gorzowie Wielkopolskim. Od strony południowej, w Lubiewie, znajduje się plaża strzeżona z ośrodkami wypoczynkowymi. Od północy funkcjonuje tzw. Indiańska plaża.
W odległości kilkuset metrów od jeziora znajduje się kilka mniejszych zbiorników, największe w nich to jeziora Kosin Mały, Kosin Duży, Łubiewo i będące rezerwatem przyrody jezioro Łubówko.